# Kurt Wallander
Pour les articles homonymes, voir Wallander.
Kurt Wallander est le personnage principal d'une série de romans policiers de l'écrivain suédois Henning Mankell. Il est Inspecteur de Police (le Poliskommissarie suédois a des fonctions d'investigation et nullement de gestion de service) au commissariat d'Ystad, une ville de Scanie, dans le sud de la Suède près de Malmö. La traduction francophone Commissaire de Police est donc erronée, le Chief inspector de la version anglaise est plus fidèle à la réalité scandinave.
Se démenant sans dormir dans la brume épaisse de la campagne suédoise, le commissaire perce avec une grande rationalité et froideur les histoires les plus alambiquées. Un style suédois, un polar qui s'attache à décrire les dérives d'une société suédoise que Henning Mankell ne comprend pas, d'une violence récente qu'il essaie à présent de décrypter à travers son personnage. Née en 1991, cette série d'une dizaine de romans policiers a reçu le Grand Prix de la littérature policière par l'Académie Suédoise. En France, il a reçu les prix Mystère de la critique, prix Calibre 38 et le trophée 813 du meilleur roman étranger.
La date de naissance de Kurt Wallander est le 30 janvier 1948 (il fête son 43e anniversaire dans Meurtriers sans visage), soit cinq jours avant celle de Henning Mankell. Les épisodes de la série se déroulent toute l'année de leur écriture, ce qui fait que Wallander a le même âge et le même rythme de vieillissement que son auteur.

## Romans
1. Meurtriers sans visage ((sv) Mördare utan ansikte, 1991), trad. Philippe Bouquet (édition française 1994)
2. Les Chiens de Riga ((sv) Hundarna i Riga, 1992), trad. Anna Gibson (édition française 2003)
3. La Lionne blanche ((sv) Den vita lejoninnan, 1993), trad. Anna Gibson (édition française 2004)
4. L'Homme qui souriait ((sv) Mannen som log, 1994), trad. Anna Gibson (édition française 2005)
5. Le Guerrier solitaire ((sv) Villospår, 1995), trad. Christofer Bjurström (édition française 1999)
6. La Cinquième Femme ((sv) Den femte kvinnan, 1996), trad. Anna Gibson (édition française 2000)
7. Les Morts de la Saint-Jean ((sv) Steget efter, 1997), trad. Anna Gibson (édition française 2001)
8. La Muraille invisible ((sv) Brandvägg, 1998), trad. Anna Gibson (édition française 2002)
9. La Faille souterraine et autres enquêtes ((sv) Pyramiden, 1999), trad. Anna Gibson (édition française 2012)[1]
Recueil de cinq nouvelles, dont les histoires se situent chronologiquement avant le premier roman :
  1. Le Coup de couteau (Hugget, littéralement: « Coup [de couteau] »), première enquête de Kurt Wallander en juin 1969 : Wallander a 21 ans, il est policier stagiaire à Malmö et se réveille à l'hôpital, blessé assez gravement (cet évènement est souvent rappelé dans la série). On revient ensuite de quelques jours en arrière pour suivre l'enquête que Wallander va mener sous les ordres de son premier mentor, le commissaire Hemberg, quant au suicide de son voisin de palier. Wallander a une petite amie qui se nomme Mona, sa future épouse, qu'il délaisse d'ores et déjà pour son travail ;
  2. La Faille souterraine (Sprickan, « Fissure ») : à la veille de Noël 1975, Wallander va contrôler un magasin isolé car la gérante a appelé la police; quelqu'un de bizarre rodant autour de son commerce. À partir de là, les évènements s'enchaînent, de manière peu propices pour le policier. Mona et lui sont mariés et leur fille Linda a cinq ans; ils habitent Malmö ;
  3. L'Homme sur la plage (Mannen på stranden, « L'Homme à la plage ») : en avril 1987, Wallander travaille depuis longtemps à Ystad. Là, il peine — déjà (cette anecdote est souvent mentionnée dans la série) — sur une affaire de trafic d'automobiles de luxe avec la Pologne. Un petit patron de Stockholm est retrouvé mort dans un taxi pendant une course, porteur d'une somme importante en liquide. Le premier lieu de recherche, où le taxi conduisait souvent la victime, est une plage avec de belles résidences d'été ;
  4. La Mort du photographe (Fotografens död, « La Mort du photographe ») : en avril 1988, un photographe entame des  travaux bizarres, qui ne peuvent pas rester impunis. Wallander le connaît puisque c'est lui qui a immortalisé son mariage quelques années plus tôt ;
  5. La Pyramide (Pyramiden, « La Pyramide ») : en décembre 1989 (un mois avant les Meurtriers sans visage) se produisent dans un court laps de temps deux accidents apparents: un petit avion de tourisme brûle dans un champ et une boutique d'artisanat également: les pilotes et les commerçants y ont perdu la vie. Wallander doit également aller rechercher au Caire son père qui a voulu escalader la Grande Pyramide. Sinon Mona l'a quitté depuis deux mois: la lessive de Wallander n'est toujours pas faite, son frigo reste (désespérément) vide, la liste des commissions traîne par-là, il pense à cette maison à la campagne qu'il souhaiterait acquérir, et à un chien, et à un crédit pour changer de voiture.
10. Avant le gel ((sv) Innan frosten, 2002), trad. Anna Gibson (édition française 2005) Kurt Wallander partage ici le rôle principal avec sa fille Linda.
11. L'Homme inquiet ((sv) Den orolige mannen, 2009), trad. Anna Gibson (édition française 2010) [2]
12. Une main encombrante ((sv) Handen, 2013), trad. Anna Gibson (édition française 2014) Récit situé chronologiquement avant L'Homme inquiet[3]

## Adaptations télévisuelles
Les Enquêtes de l'inspecteur Wallander ont été adaptées plusieurs fois pour le petit écran. 
- La première adaptation a été tournée entre 1994 et 2007 pour la télévision suédoise, avec Rolf Lassgård dans le rôle principal.
- La suite d'épisodes Wallander (avec Krister Henriksson dans le rôle de Kurt Wallander) est diffusée sur la chaîne française Paris Première depuis le 26 mars 2008, puis sur M6 en 2009. La première saison de cette création suédoise regroupe trois épisodes de 90 minutes chacun. Elle compte en tout 32 épisodes.
- Une adaptation britannique a également vu le jour avec Kenneth Branagh dans la peau de Wallander. Pour la première saison, trois épisodes de 90 minutes ont été tournés, le premier étant diffusé sur la chaîne britannique BBC One le 23 novembre 2008, puis sur Arte en février 2010 et sur la TSR dès 22 décembre 2010. Cette fiction intitulée Wallander est la première production de la nouvelle société britannique Left Bank Pictures en association avec Yellowbird[4].
  - La deuxième saison de trois nouveaux épisodes a été diffusé sur BBC One à partir du 3 janvier 2010, puis sur Arte à partir du 4 février 2011.
  - La troisième saison de trois épisodes également a été diffusée sur BBC One dès juillet 2012. Le premier épisode An Event in Autumn a été projeté en avant-première française pour le 9e salon Quais du Polar à l'Institut Lumière de Lyon le samedi 30 mars 2013, présenté par Henning Mankell qui a lui-même collaboré étroitement à l'adaptation, pour le 1er épisode, de l'une de ses nouvelles inédite en France : The Grave. En partenariat avec la chaine Arte. Kenneth Branagh tient toujours le rôle de l'inspecteur avec une équipe renouvelée.
  - Une quatrième saison termine les aventures de Wallander. Les trois épisodes ont été diffusés en avant-première sur la chaîne allemande ARD, qui a co-produit la saison, en décembre 2015. La première diffusion anglophone a eu lieu en avril 2016 sur BBC UKTV New Zealand.
- Young Wallander est une série télévisée Web dramatique basée sur les écrits de Henning Mankell sur l'inspecteur fictif Kurt Wallander. La série a été créée sur Netflix le 3 septembre 2020.